# 大幸喜三郎
大幸 喜三郎（おおさち きさぶろう、1891年（明治24年）12月10日 - 1978年（昭和53年）12月9日）は、大日本帝国陸軍軍人。最終階級は陸軍中将。

## 経歴
1891年（明治24年）に福井県で生まれた。陸軍士官学校第28期卒業。陸軍派遣学生として1921年（大正10年）4月に東京帝国大学工学部造兵学科を卒業した。1937年（昭和12年）に陸軍砲兵大佐に進級し、陸軍造兵廠大阪工廠検査課長に就任した。
1940年（昭和15年）4月に大阪陸軍造兵廠枚方製造所長を経て、同年12月に中将に進級し、仁川陸軍造兵廠長となった。1943年（昭和18年）に小倉陸軍造兵廠長に就任し、1944年（昭和19年）に陸軍中将に進級した。1945年（昭和20年）3月15日より兼西部軍管区司令部附。
1947年（昭和22年）11月28日、公職追放仮指定を受けた。